# Schrott (Familienname)
Schrott ist ein deutscher Familienname.

## Namensträger
- Alois Schrott (1838–1902), österreichischer Hotelier und Versicherungskaufmann
- Andreas Schrott (* 1981), österreichischer Fußballspieler
- Angela Schrott (* 1965), deutsche Romanistin
- Beate Schrott (* 1988), österreichische Hürdenläuferin
- Christian Schrott (1853–1936), österreichischer Priester und Politiker
- Dominik Schrott (* 1987), österreichischer Politiker (ÖVP)
- Ernst Schrott (1951–2021), deutscher Arzt und Autor
- Erwin Schrott (* 1972), uruguayischer Sänger
- Ferdinand von Schrott (1843–1921), österreichischer Beamter und Politiker
- Hans Schrott (Politiker), deutscher Politiker, MdL Bayern
- Hans Schrott-Fichtl, deutscher Maler und Bildhauer
- Hans Schrott-Fiechtl (1867–1938), österreichischer Journalist und Schriftsteller
- Harald Schrott (* 1967), österreichischer Schauspieler
- Henriette Schrott-Pelzel (1877–1962), österreichische Schriftstellerin
- Jakob Schrott (1804–1843), österreichischer Instrumentenbauer
- Josip Schrott (1791–1857), kroatioscher Geistlicher, Titularbischof von Belgrad
- Karl Schrott (* 1953), österreichischer Rennrodler
- Lothar Schrott (* 1962), deutscher Geologe und Geograf
- Ludwig Schrott (1908–1973), deutscher Journalist und Schriftsteller
- Maria Schrott (1853–1934), österreichische Hotelbesitzerin und Kunstgewerblerin
- Michael Schrott (* 1949), österreichischer Hörfunkjournalist und Radiomoderator
- Miran Schrott (1972–1992), italienischer Eishockeyspieler
- Othmar Schrott-Vorst (auch Schrott-Forst; 1883–1963), österreichischer Bildhauer und Zeichner
- Petra Schrott (1971–2025), italienische Badmintonspielerin
- Raoul Schrott (* 1964), österreichischer Schriftsteller
- Vincenz Schrott (1794–1854), deutscher Jurist und Politiker, Mitglied der Frankfurter Nationalversammlung